# 南潤珍
南 潤珍（ナム ユンジン 朝: 남윤진、1963年9月 - ）は、日本の言語学者。文学博士。専門は朝鮮語学、言語情報学。東京外国語大学総合国際学研究院（言語文化部門・言語研究系）教授。

## 経歴
- 1963年生まれ
- 1986年　ソウル大学校人文学部国語国文学科卒業
- 1997年　ソウル大学校国語国文学科国語学専攻大学院博士課程修了
- 1999年4月　神田外語大学 講師
- 2002年4月　同 助教授
- 2002年10月　東京外国語大学大学院地域文化研究科 助教授（対照言文講座）
- 2009年4月　東京外国語大学総合国際学研究院 准教授（言語文化部門・言語研究系、大学院重点化に伴う配置換え）
- 2021年4月　同 教授

## 研究業績
- 현대국어의 조사에 대한 계량언어학적 연구(現代現代国語の助詞に対する計量言語学的研究)”,　태학사（太学社）, 2000
- ‘韓国語教育用コーパス：その概念と構築の実際’,　“韓国語教育と学習辞典”，韓国文化社,　pp.183－208,　2003．（分担執筆）